# Riff und Raff als Frauenhelden
Riff und Raff als Frauenhelden (auch als Riff und Raff als Kavaliere gezeigt) ist eine US-amerikanische Stummfilmkomödie aus dem Jahr 1928 von Ralph Cedar mit Wallace Beery und Raymond Hatton in den Hauptrollen. Der Film wurde von Paramount Famous Lasky produziert und basiert auf dem Bühnenstück Ludwig XIV. Schwank in 3 Akten von Paul Frank und Julius Wilhelm, ins Englische adaptiert von Arthur Wimperis.

## Handlung
Die amerikanischen Soldaten Louis Hozenozzle und Rodney Ramsbottom sind nach dem Ersten Weltkrieg in der Schweiz stationiert. Rodney ist in Colette, ein hübsches Schweizer Mädchen, verliebt. Als er den Befehl erhält, die Schweiz zu verlassen, befiehlt er Louis, dort zu bleiben, um Colette zu beschützen. Der Schweizer General Lavoris begehrt ebenfalls Colette, aber sie weist ihn zurück. Als er nach Hause zurückkehrt, erlässt er einen gefälschten Befehl, der besagt, dass alle unverheirateten Frauen sofort einen Ehemann nehmen müssen. Auf ihre Bitte hin heiratet Louis Colette. 
Rodney erhält einen Brief von General Lavoris, in dem er ihm mitteilt, dass er hereingelegt worden sei. Rodney kehrt sofort in die Schweiz zurück und fordert Louis zu einem Duell heraus. Colette interveniert und erklärt, dass sie nur geheiratet habe, um sich vor Lavoris zu retten. Der Bürgermeister gewährt Colette die Scheidung von Louis, doch Rodney und Lavoris verlieren sie an einen gutaussehenden jungen Major.

## Hintergrund
Gedreht wurde der Film ab dem 3. Januar 1927 in den Paramount-Studios in Hollywood.
B. P. Schulberg fungierte aus Co-Produzent.
Der Film war Teil einer Filmreihe mit Wallace Beery und Raymond Hatton als Komikerduo, das in Deutschland als Riff und Raff und in Österreich als Riff und Teddy bekannt wurde. In den Originalfassungen spielen die beiden Darsteller jedoch jeweils unterschiedliche Charaktere.
Da keine Kopien der sechs Filmrollen existieren, gilt der Film als verschollen.

## Veröffentlichung
Die Premiere des Films fand am 7. Januar 1928 statt. Am 12. April 1929 kam er in Österreich in die Kinos.

## Weitere Filme derRiff und Raff-Reihe
- 1926: Riff und Raff im Weltkrieg (Behind the Front)
- 1926: Riff und Teddy bei der Marine (We're in the Navy Now)
- 1927: Riff und Raff bei der Feuerwehr (Fireman, Save My Child)
- 1927: Riff und Raff als Luftschiffer (Now We're in the Air)
- 1928: Riff und Raff in der Unterwelt (Partners in Crime)
- 1928: Riff und Raff als Scharfschützen (The Big Killing)

## Kritiken
Mordaunt Hall von der The New York Times bezeichnete den Film als ungestüme Angelegenheit. Er scheine in Eile produziert worden zu sein und gehöre natürlich zur gleichen Sorte Unsinn wie andere Pseudo-Komödien, in denen das Team Beery-Hatton zu sehen war.
Gewalttätiger Unfug.